# Image19
『image19 dix-neuf』（イマージュ19 ・ディズナフ）は、2019年2月27日にソニー・ミュージックジャパン インターナショナル（ソニー・クラシカル）から発売されたニューエイジ・ミュージックのコンピレーション・アルバム『image』シリーズの第19弾。規格品番：SICC-30499。

## 収録曲
1. 羽毛田丈史「プロポーズ」
  - 作曲・編曲：羽毛田丈史
  - 映画「パーフェクトワールド 君といる奇跡」サウンドトラックより
2. 菅野祐悟「Half of the Sky」
  - 作曲・編曲：菅野祐悟
  - NHK連続テレビ小説「半分、青い。」サウンドトラックより
3. 沖仁「スペイン（Band Ver.）」
  - 作曲：チック・コリア　編曲：沖仁
4. アレクシス・フレンチ「ブルーバード～愛のテーマ」
  - 作曲・編曲：アレクシス・フレンチ
  - 映画「人魚の眠る家」挿入曲
5. 春畑道哉「Blue Moment」
  - 作曲・編曲：春畑道哉
6. 小松亮太「ブエノスアイレスの冬 with イ・ムジチ合奏団」
  - 作曲：アストル・ピアソラ
7. 宮本笑里「愛のあいさつ」
  - 作曲：エドワード・エルガー
  - ニベア花王「アトリックス ビューティーチャージ」CM曲
8. ゴンチチ「夜明けのギター」
  - 作曲：ゴンチチ　編曲：ゴンチチ・菅谷昌弘
  - 「あまんちゅ!～あどばんす～」サウンドトラックより
9. LE VELVETS「マイ・ウェイ」
  - 作詞：ジル・ティボー　作曲：クロード・フランソワ/ジャック・ルヴォー
  - 編曲：羽毛田丈史
  - BSフジ「アートな夜!」オープニングテーマ
10. Li-sa-X「Daisy」
  - 作曲：Li-sa-X　編曲：Li-sa-X・安保一生
11. IL DIVO「首の差で（ポル・ウナ・カベーサ）」
  - 作詞：アルフレード・レ・ペラ　作曲：カルロス・ガルデル
  - 編曲：ジュリオ・レジェス・カペロ/ジュアン・カミロ・アルボレダ
12. 2CELLOS「ヴィヴァルディ・ストーム（ヴィヴァルディ:≪四季≫より「夏」～第3楽章）」
  - 作曲：アントニオ・ヴィヴァルディ
13. TSUKEMEN「AKATSUKI」
  - 作曲・編曲：SUGURU
14. Aura「ユー・レイズ・ミー・アップ」
  - 作詞：Brendan Graham　作曲：ロルフ・ラヴランド  編曲：坂部剛
15. 近藤利樹「UKULELE SMILE」
  - 作曲：近藤利樹　編曲：山口栄
  - 日本テレビ系「news every.」お天気コーナーテーマソング（2018年9月～11月度）
16. STAND UP! ORCHESTRA「HELLO」
  - 作曲・編曲：STAND UP! CREATORS
17. リック・ウェイクマン「ボヘミアン・ラプソディ with ブライアン・メイ」
  - 作曲：フレディ・マーキュリー　編曲：リック・ウェイクマン
18. ピアノ・ガイズ「ア・ミリオン・ドリームス」（映画「グレイテスト・ショーマン」より）」
  - 作曲：ベンジ・ペイセク/ジャスティン・ポール
  - 編曲：ジョン・シュミット/アルヴァン・デア・ビーク